# Liste der Biografien/Et
Liste der Biografien |
Portal Biografien |
Personensuche
# |
A |
B |
C |
D |
E |
F |
G |
H |
I |
J |
K |
L |
M |
N |
O |
P |
Q |
R |
S |
T |
U |
V |
W |
X |
Y |
Z |
?
 
Ea |
Eb |
Ec |
Ed |
Ee |
Ef |
Eg |
Eh |
Ei |
Ej |
Ek |
El |
Em |
En |
Eo |
Ep |
Eq |
Er |
Es |
Et |
Eu |
Ev |
Ew |
Ex |
Ey |
Ez
Die Liste der Biografien führt alle Personen auf, die in der deutschsprachigen Wikipedia einen Artikel haben. Dieses ist eine Teilliste mit 403 Einträgen von Personen, deren Namen mit den Buchstaben „Et“ beginnt.

## Et

### Eta
- Eta, Marie-Louise (* 1991), deutsche FußballspielerinMarie-Louise Eta (* 1991)

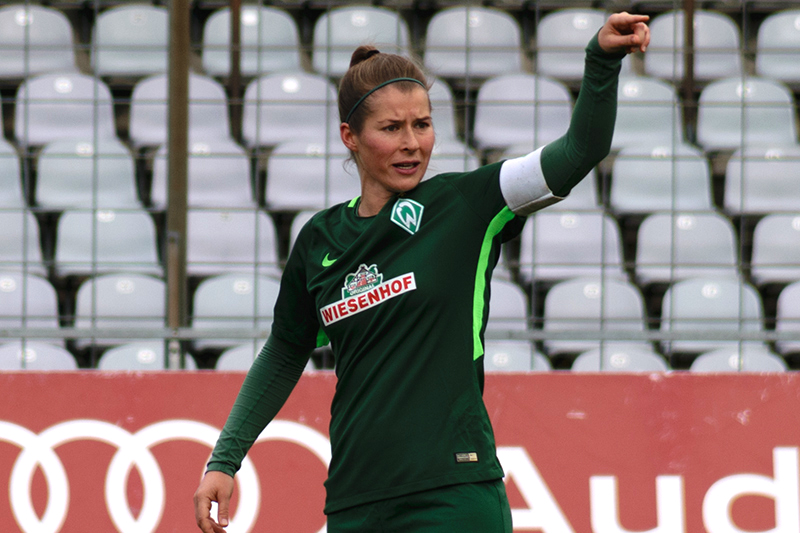
Marie-Louise Eta (* 1991)

- Etaeta, Eddy (* 1970), tahitischer Fußballtrainer
- Étaix, Pierre (1928–2016), französischer Clown, Filmregisseur, Schauspieler, Zeichner, Gagschreiber und Autor
- Étallon, Auguste (1826–1862), französischer Paläontologe
- Etame Mayer, Lauren (* 1977), kamerunischer Fußballspieler
- Etame, Mbilla (* 1988), kamerunischer Fußballspieler
- Etana, sumerischer König der Stadt Kiš
- Etana, jamaikanische Songwriterin und Reggae-Sängerin
- Étancelin, Philippe (1896–1981), französischer Automobilrennfahrer
- Étard, Alexandre (1852–1910), französischer Chemiker

### Etb
- Etbaal († 856 v. Chr.), König von Sidon und Tyros

### Etc
- Etchandy Gimeno Navarro, Carlos Alberto (1931–2003), brasilianischer Geistlicher, römisch-katholischer Erzbischof von Niterói
- Etcharren, Jean-Baptiste (1932–2021), französischer Missionar, katholischer Priester und ehemaliger Oberer der Gesellschaft der Pariser Mission von Paris
- Etchebarne, Rubén (* 1936), uruguayischer Radrennfahrer
- Etchebaster, Pierre (1893–1980), französischer Jeu-de-Paume-Spieler
- Etchebéhère, Hippolyte (1900–1936), argentinischer Revolutionär und Kämpfer im spanischen Bürgerkrieg
- Etchechury, Albertino (* 1936), uruguayischer Leichtathlet
- Etchecolatz, Miguel (1929–2022), argentinischer Polizeikommandeur
- Etchecopar, Máximo Augusto José del Carmen (1912–2002), argentinischer Diplomat und katholischer Schriftsteller
- Etchécopar, Robert-Daniel (1905–1990), französischer Ornithologe, Oologe und Forschungsreisender
- Etchegaray, französischer Pelotaspieler
- Etchegaray, Roger (1922–2019), französischer Geistlicher, Erzbischof von Marseille und Kurienkardinal der katholischen KircheRoger Etchegaray (1922–2019)

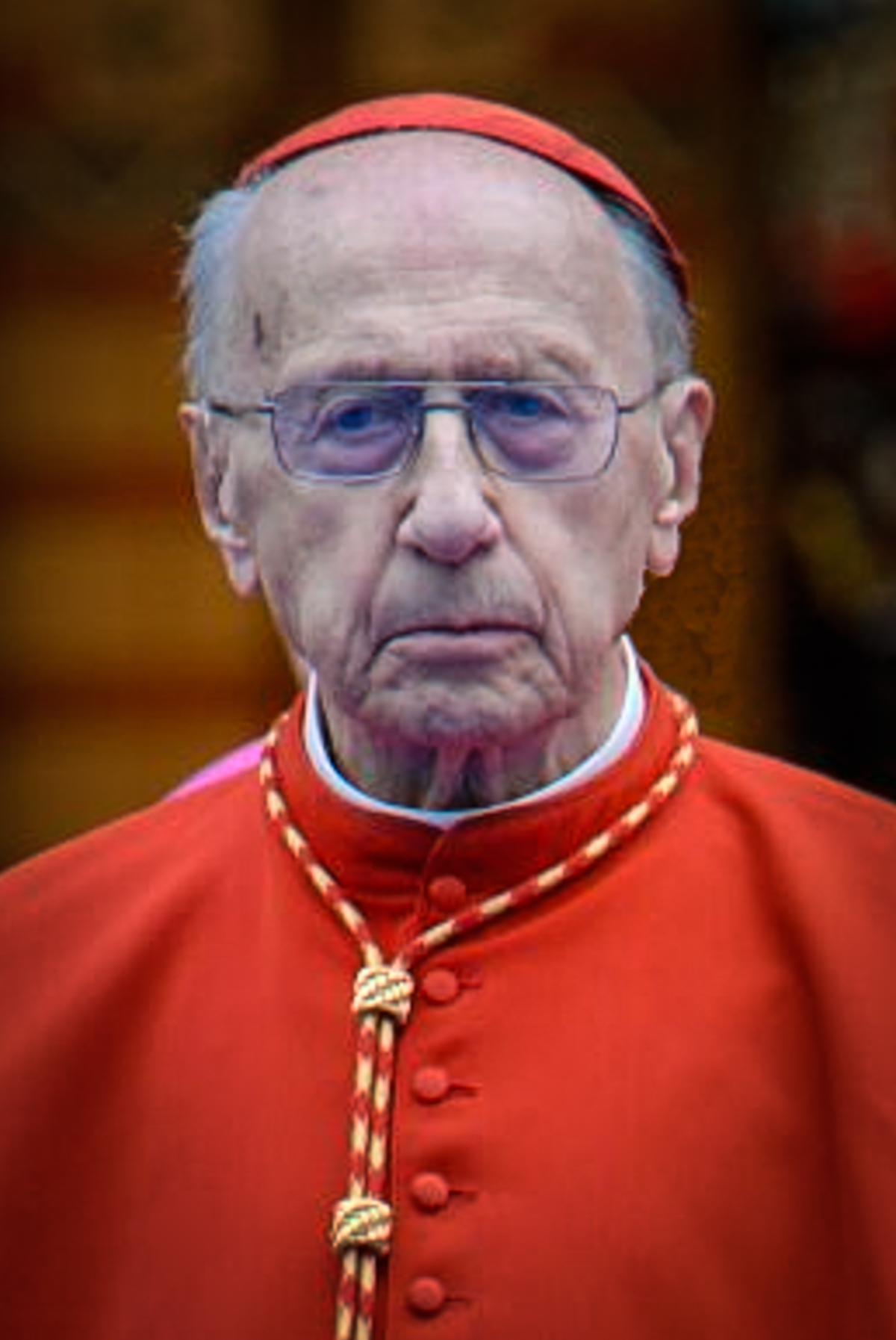
Roger Etchegaray (1922–2019)

- Etchegoyen, Martín (1890–1974), uruguayischer Politiker
- Etchegoyen, Pedro (* 1894), uruguayischer Fußballspieler
- Etchegoyen, Ricardo Horacio (1919–2016), argentinischer Psychoanalytiker
- Etchells, Skip (1911–1998), US-amerikanischer Segler, Bootsbauer und Yachtkonstrukteur
- Etchells, Tim (* 1962), englischer Regisseur, Schriftsteller und Lichtkünstler
- Etchen, Fred (1884–1961), US-amerikanischer Sportschütze
- Etchepareborda, Roberto (1923–1985), argentinischer Diplomat und Politiker
- Etcherelli, Claire (1931–2023), französische Schriftstellerin
- Etcheverry, Alberto (1933–2014), argentinischer Fußballspieler
- Etcheverry, Enrique (* 1996), uruguayischer Fußballspieler
- Etcheverry, Jodi (* 1985), kanadische Biathletin
- Etcheverry, Marco (* 1970), bolivianischer Fußballspieler
- Etcheverry, Robert (1937–2007), französischer Schauspieler
- Etcheverry, Romildo (1906–1967), paraguayischer Fußballspieler
- Etcheverry, Tabaré (1945–1978), uruguayischer Sänger und Komponist
- Etcheverry, Tomás Martín (* 1999), argentinischer TennisspielerTomás Martín Etcheverry (* 1999)

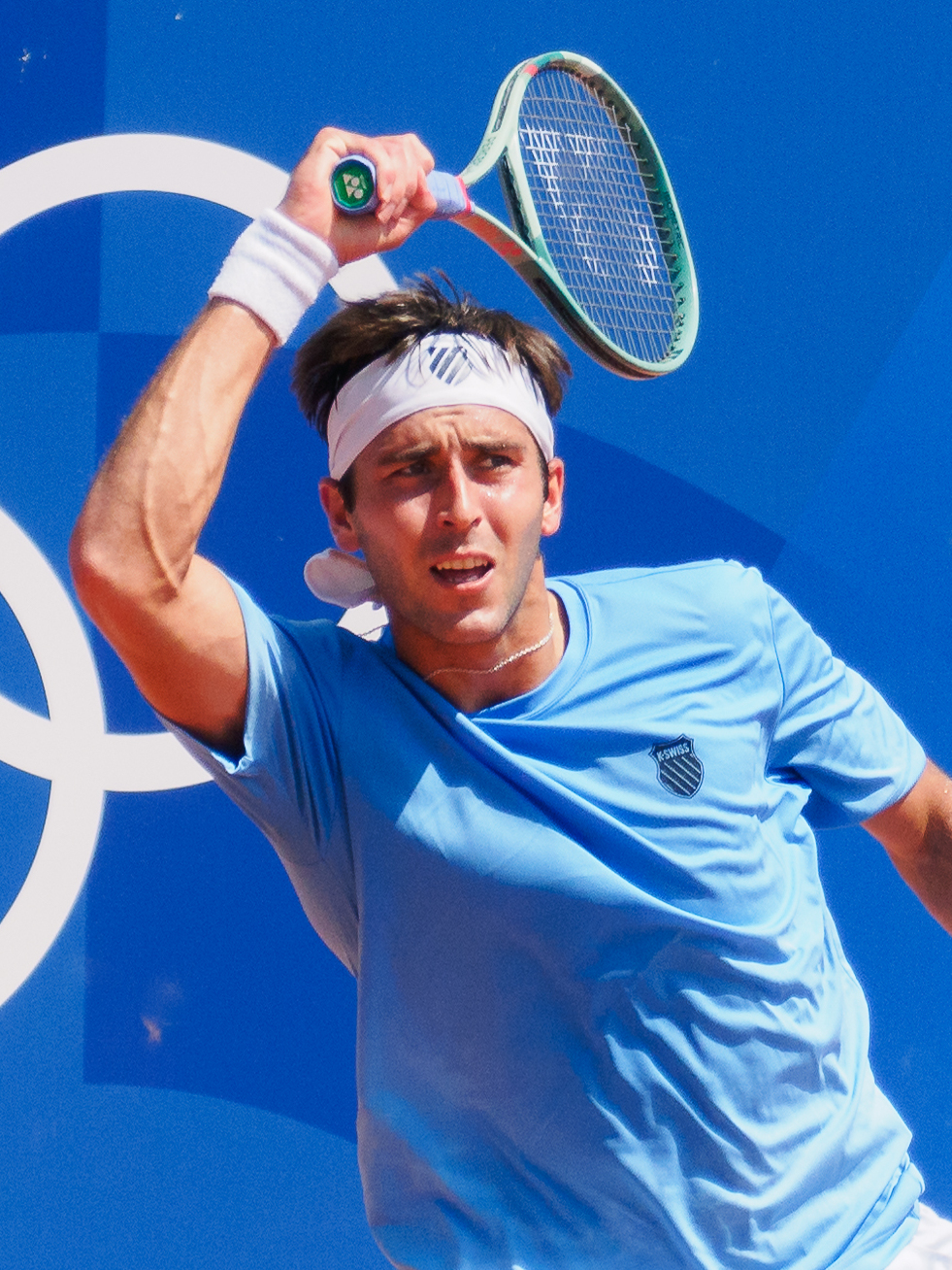
Tomás Martín Etcheverry (* 1999)

- Etchiali, Abdelhak (* 1981), algerischer Fußballschiedsrichterassistent
- Etchingham, John (1868–1923), irischer Politiker (Sinn Féin), Mitglied des House of Commons
- Etchingham, Kathy (* 1946), zeitweilige Partnerin von Jimi Hendrix
- Etchison, Dennis (1943–2019), US-amerikanischer Horror- und Fantasy-Autor

### Ete
- Ete, Douglas (* 1964), salomonischer Politiker, Abgeordneter und Minister
- Etebari, Eric (* 1969), US-amerikanisches Model, Schauspieler und Filmregisseur
- Etebo, Oghenekaro (* 1995), nigerianischer Fußballspieler
- Etebu, Collins (* 1970), nigerianischer Fußballspieler
- Etel, Alex (* 1994), britischer Filmschauspieler
- Etelälahti, Jorma (* 1951), finnischer Nordischer Kombinierer
- Etelätalo, Lassi (* 1988), finnischer Leichtathlet
- Etem, Emerson (* 1992), US-amerikanischer Eishockeyspieler
- Etemadi, Mohammad Nur Ahmad (1921–1979), afghanischer Diplomat und Politiker
- Etemadi, R. (1934–2023), iranischer Schriftsteller und Journalist
- Etenhueber, Mathias (1722–1782), deutscher Dichter
- Eterović, Nikola (* 1951), kroatischer Kurienerzbischof und Diplomat des Heiligen StuhlsNikola Eterović (* 1951)

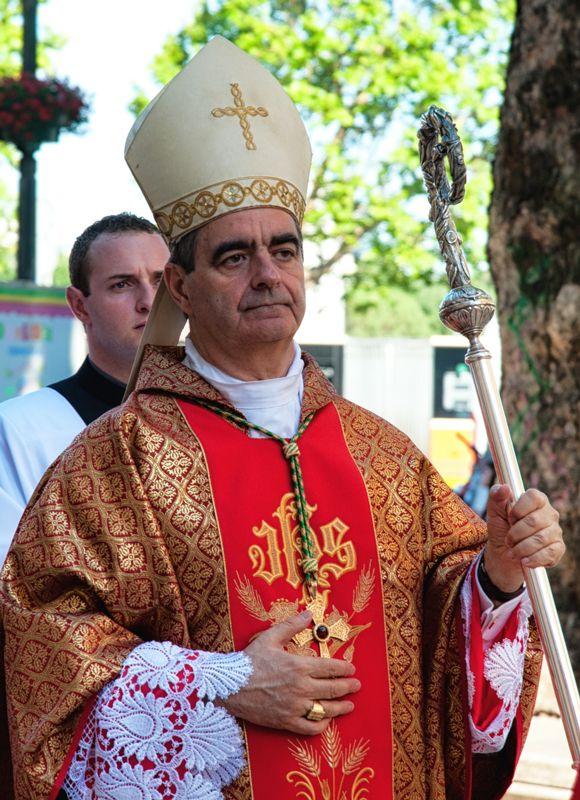
Nikola Eterović (* 1951)

- E'tesami, Parvin (1907–1941), iranische Schriftstellerin
- Etessami, Abolhassan (1903–1978), iranischer Architekt, Kalligraf, Maler und Schriftsteller
- Etessami, Yussef (1874–1938), iranischer Journalist, Beamter, Verleger, Übersetzer und Autor
- Étesse, Philippe (* 1947), französischer Schauspieler
- Etévé, Albert Octave (1880–1976), französischer Luftfahrtpionier
- Étex, Antoine (1808–1888), französischer Bildhauer, Maler, Architekt und Schriftsteller
- Étex, Louis-Jules (1810–1889), französischer Maler

### Etg
- Etgen, Fernand (* 1957), luxemburgischer Politiker, Mitglied der Chambre
- Etgens, Johann Georg (1693–1757), mährischer Barockmaler
- Etges, Alberto Frederico (1910–1996), brasilianischer Geistlicher, römisch-katholischer Bischof von Santa Cruz do Sul
- Etges, Henrique Arlindo (* 1966), brasilianischer Fußballspieler
- Etgeton, Stefan Ferdinand (* 1988), deutscher Autor

### Eth
- Ethe, Max (1873–1956), deutscher Tischler und Politiker (SPD)
- Ethelandros, griechischer Bildhauer
- Ethelinde von Northeim, durch Heirat Herzogin von Bayern und später Gräfin von Calvelage
- Ethell, Donald (* 1937), kanadischer Offizier, Vizegouverneur von Alberta
- Etherege, George, englischer Dramatiker der Restaurationszeit
- Etheridge, Alison (* 1964), britische Mathematikerin
- Etheridge, Bill (* 1970), britischer Politiker (UKIP), MdEP
- Etheridge, Bob (* 1941), US-amerikanischer Politiker
- Etheridge, Emerson (1819–1902), US-amerikanischer Politiker
- Etheridge, John (1935–2002), australischer Ordensgeistlicher, Bischof von Vanimo
- Etheridge, John (* 1948), britischer Jazzgitarrist
- Etheridge, Melissa (* 1961), US-amerikanische Sängerin und RockmusikerinMelissa Etheridge (* 1961)

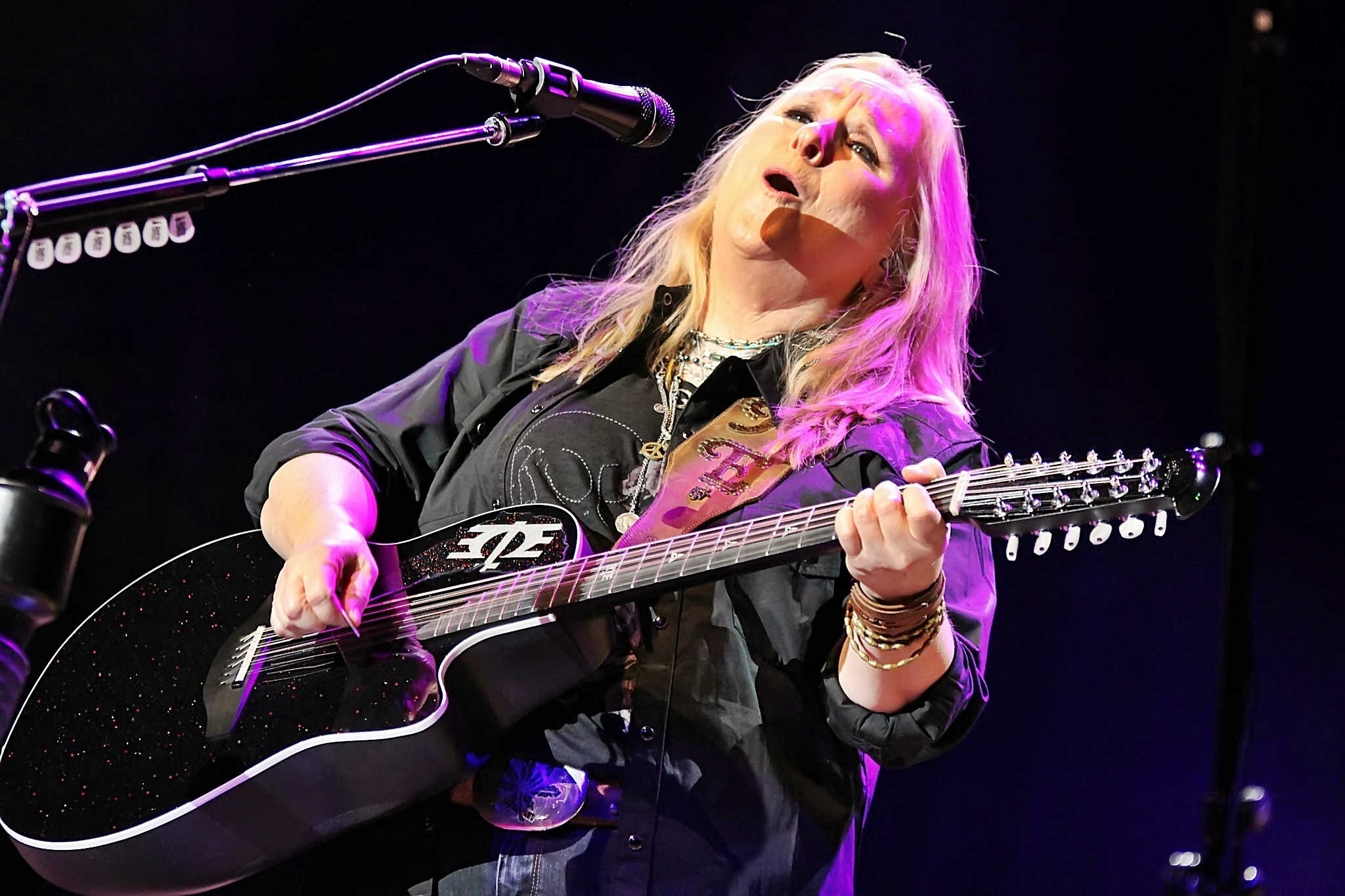
Melissa Etheridge (* 1961)

- Etheridge, Neil (* 1990), englisch-philippinischer Fußballspieler
- Etheridge, Robert (1819–1903), britischer Geologe und Paläontologe
- Etheridge, Robert junior (1847–1920), britisch-australischer Paläontologe
- Etheridge, William (1708–1776), englischer Ingenieur, Architekt und Brückenbauer
- Etherington, Harold (1900–1994), britisch-amerikanischer Pionier der Kerntechnik
- Etherington, Harold M., Tonmeister
- Etherington, Matthew (* 1981), englischer Fußballspieler und -trainer
- Etherington-Smith, Gordon (1914–2007), britischer Diplomat
- Etherington-Smith, Raymond (1877–1913), britischer Ruderer
- Etherlinck, Frédéric (* 1968), belgischer Sänger
- Etherton, Percy Thomas (1879–1963), britischer Offizier, Generalkonsul in Kaschgar
- Etherton, Terence (1951–2025), britischer Jurist und Richter
- Ethil ferch Cynan, Erbin der Königreiches Gwynedd (Wales)
- Ethofer, Rosa (1877–1939), österreichisch-deutsche Opernsängerin (Sopran/Mezzosopran/Alt) und Gesangspädagogin
- Ethofer, Theodor Josef (1849–1915), österreichischer Maler
- Etholén, Arvid Adolf (1799–1876), Forschungsreisender
- Ethridge, Chris (1947–2012), US-amerikanischer Gitarrist und Bassist
- Ethuin, Christian (* 1946), französischer Autorennfahrer

### Eti
- Etiaba, Virginia (* 1942), nigerianische Politikerin
- Eticha, Tesfaye (* 1974), äthiopischer Marathonläufer
- Eticho († 690), Herzog im Elsass
- Eticho (944–988), Bischof von Augsburg (982–988)
- Eticho I., Angehöriger des Welfengeschlechtes
- Etiemble, René (1909–2002), französischer Sinologe, Hochschullehrer und Essayist
- Étienne de Joinville († 1124), Benediktiner und Abt der Abtei Saint-Pierre in Bèze
- Étienne de la Chapelle († 1173), Bischof von Meaux, Erzbischof von Bourges
- Étienne de La Grange († 1388), französischer Adliger
- Étienne de Longchamps († 1214), französischer Ritter
- Etienne de Saint-Jean de Prunières, François d’ (1718–1799), französischer Bischof
- Étienne de Vignolles († 1443), gascognischer SoldatÉtienne de Vignolles († 1443)

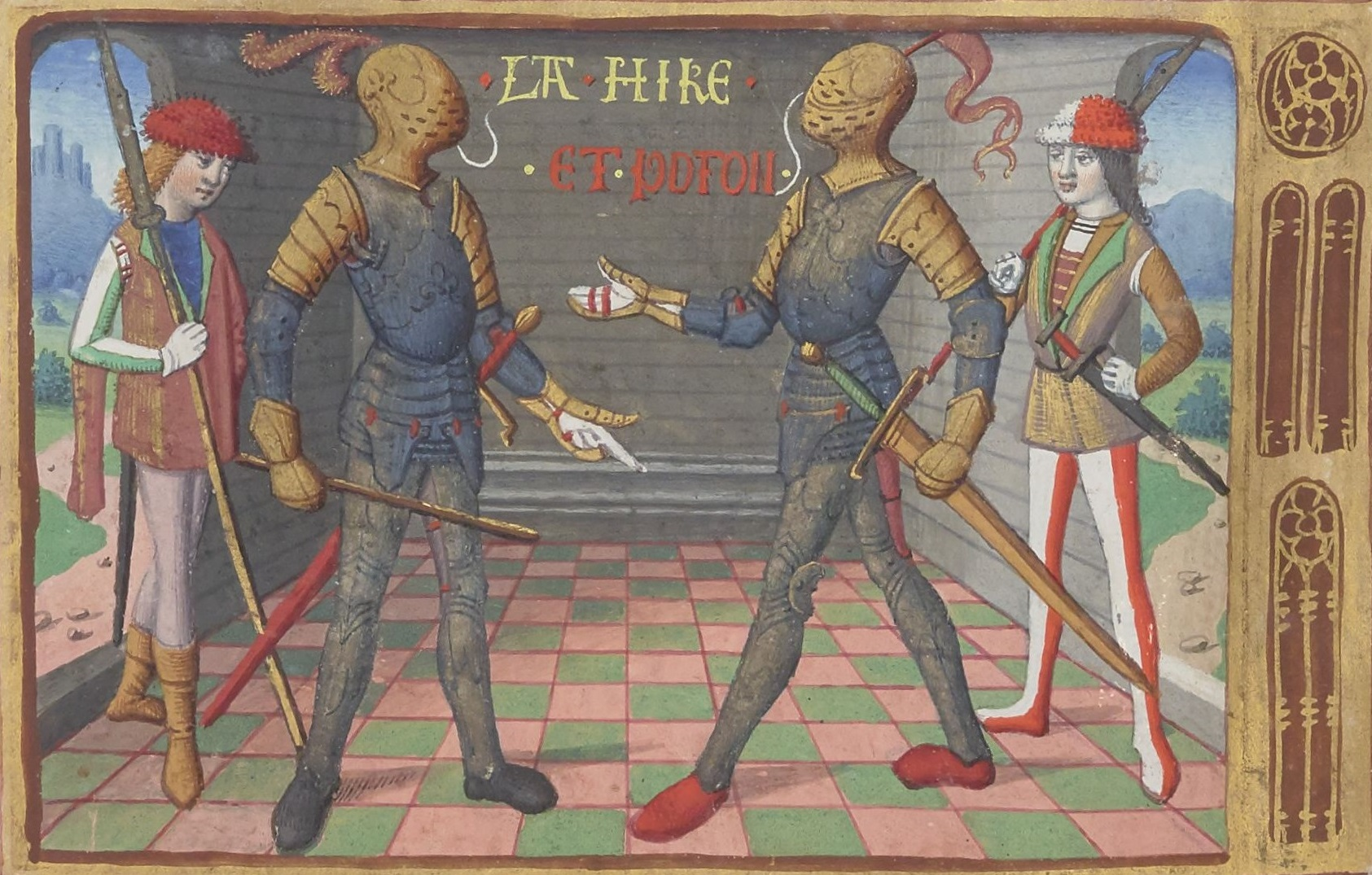
Étienne de Vignolles († 1443)

- Étienne I. d’Aligre (1559–1635), französischer Staatsmann
- Étienne I. de Penthièvre, Graf von Penthièrve, Lord of Richmond
- Étienne II. d’Aligre (1592–1677), französischer Staatsmann
- Etienne, Adolf († 1897), deutscher, Jurist, Politiker und Minister im Kurfürstentum Hessen
- Etienne, Alfred (1885–1961), deutscher Jurist und Politiker
- Etienne, Andreas (* 1955), deutscher Schauspieler und Kabarettist
- Étienne, Axelle (* 1998), französische Radrennfahrerin
- Étienne, Bruno (1937–2009), französischer Soziologe, politischer Analytiker und eine Persönlichkeit des Freimaurertums
- Etienne, Carissa (1952–2023), dominicanische Medizinerin und Direktorin der Panamerikanischen Gesundheitsorganisation
- Étienne, Charles-Guillaume (1777–1845), französischer Schriftsteller, Politiker und Mitglied der Académie française
- Etienne, Clifford (* 1972), US-amerikanischer Boxer
- Étienne, Danielle (* 2001), haitianische Fußballspielerin
- Etienne, Derrick (* 1996), haitianisch-US-amerikanischer Fußballspieler
- Étienne, Dieudonne Luma (* 1972), haitianische Politikerin und Senatorin
- Etienne, Erich (1915–1942), deutscher Geophysiker, Polarforscher und Pilot
- Étienne, Eugène (1844–1921), französischer Politiker, Innenminister, Kriegsminister der Dritten Republik
- Etienne, Johanna (1805–1881), Gründerin der Neusser Augustinerinnen
- Etienne, Karl (1895–1962), deutscher Politiker (SPS, SPD), MdL
- Etienne, Loftus (* 1951), dominicanischer Collagekünstler
- Étienne, Luc (1908–1984), französischer Schriftsteller
- Étienne, Martine (* 1956), französische Politikerin
- Etienne, Michael (1827–1879), österreichischer Journalist und Publizist
- Étienne, Noémie (* 1981), Schweizer Kunsthistorikerin und SNF-Förderprofessorin
- Étienne, Ophélie-Cyrielle (* 1990), französische Schwimmerin
- Etienne, Pascal (1966–2010), französischer Biathlontrainer
- Etienne, Paul Dennis (* 1959), US-amerikanischer Geistlicher, römisch-katholischer Erzbischof von Seattle
- Étienne, Pauline (* 1989), belgische Schauspielerin
- Étienne, Philippe (* 1955), französischer Botschafter in Deutschland
- Étienne, Robert (1921–2009), französischer Althistoriker und Archäologe
- Etienne, Servais (1886–1952), belgischer Romanist und Literaturwissenschaftler
- Etienne, Travis (* 1999), US-amerikanischer American-Football-Spieler
- Etienne, Treva (* 1965), britischer Schauspieler
- Étiévant, Henri (1870–1953), französischer Schauspieler bei Bühne und Film und Stummfilmregisseur
- Etiévent, Adrien (* 1998), französischer Telemarker
- Etim, Margaret (* 1992), nigerianische Leichtathletin
- Etinger, Jakow Giljarijewitsch (1887–1951), russischer Kardiologe
- Etinger, Jakow Jakowlewitsch (1929–2014), russischer Wirtschaftswissenschaftler und Historiker
- Etingof, Pavel (* 1969), US-amerikanischer Mathematiker
- Etique, Pierre (1945–1993), Schweizer Politiker (FDP)

### Etk
- Etkin, Mariano (1943–2016), argentinischer Komponist und Musikpädagoge
- Etkin, Róża (1908–1945), polnische Pianistin
- Etkind, Alexander Markowitsch (* 1955), russischer Psychologe und KulturwissenschaftlerAlexander Markowitsch Etkind (* 1955)

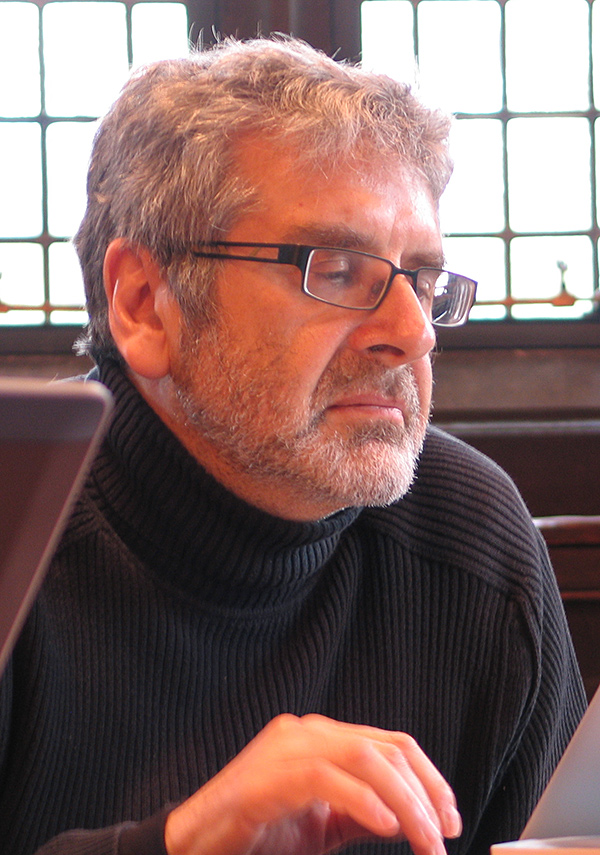
Alexander Markowitsch Etkind (* 1955)

- Etkind, Efim (1918–1999), russischer Literaturwissenschaftler

### Etl
- Etlar, Carit (1816–1900), dänischer Schriftsteller
- Etlin, Lukas (1864–1927), Schweizer Benediktiner
- Etling, Dieter (* 1944), deutscher Meteorologe
- Etling, Edmond, französischer Kunsthändler, Galerist und Hersteller hochwertiger Dekorationsgegenstände
- Etlinger, Andreas Ernst (1756–1785), deutscher Arzt und Botaniker
- Etlinger, Karl (1879–1946), österreichisch-deutscher Schauspieler und TheaterregisseurKarl Etlinger (1879–1946)

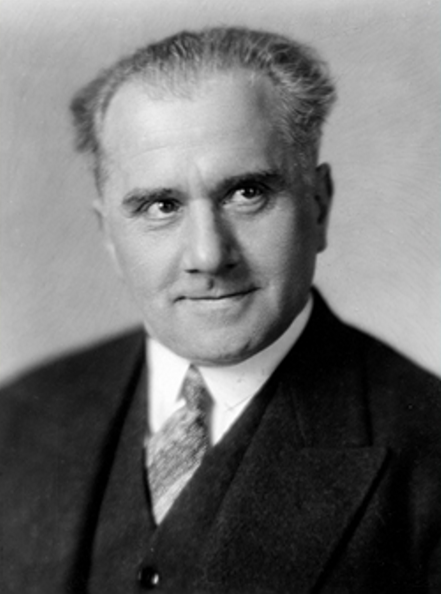
Karl Etlinger (1879–1946)

- Etlinger, Karl (1895–1959), österreichischer Politiker (CS, ÖVP), Landtagsabgeordneter, Mitglied des Bundesrates
- Etlinger, Thomas (* 1972), österreichischer Judoka
- Etlis, Gastón (* 1974), argentinischer Tennisspieler

### Etm
- Etminan, Nima (* 1978), deutscher Mediziner und Hochschullehrer

### Etn
- Etna, Donato (1858–1938), italienischer General und Politiker

### Eto
- Eto, Akinori (* 1955), japanischer Politiker
- Etō, Hajime (* 1973), japanischer Fußballspieler
- Etō, Hiroki (* 1966), japanischer Badmintonspieler
- Etō, Jun (1932–1999), japanischer Literaturkritiker
- Etō, Keiko (1953–2021), japanische Komponistin
- Etō, Mikiya (* 1999), japanischer Fußballspieler
- Etō, Miyuki, japanische Mangaka
- Etō, Rie (* 1988), japanische Badmintonspielerin
- Etō, Seishirō (* 1941), japanischer Politiker
- Etō, Shimpei (1834–1874), japanischer Samurai, Reformator und Bürokrat
- Etō, Takashi (* 1991), japanischer Hochspringer
- Etō, Taku (* 1960), japanischer Politiker
- Etō, Yōsuke (* 1934), japanischer Skispringer und Nordischer Kombinierer
- Etō, Yū (* 1983), japanischer Fußballspieler
- Etoc, Benoît (* 1980), haitianischer Skirennläufer
- Etoga, Patrick (* 1993), kamerunischer Fußballspieler
- Etoga, Paul (1911–1998), kamerunischer Geistlicher, Bischof von Mbalmayo
- Etoğlu, Mustafa (* 1995), türkischer Fußballspieler
- Etoké, Nathalie (* 1977), kamerunische Literatur- und Kulturwissenschaftlerin sowie Schriftstellerin
- Etokudoh, Camillus Archibong (* 1949), nigerianischer Geistlicher, Bischof von Port Harcourt
- Etolu, Patrick (1935–2013), ugandischer Hochspringer
- Eto’o, David (* 1987), kamerunischer Fußballspieler
- Eto’o, Samuel (* 1981), kamerunischer FußballspielerSamuel Eto’o (* 1981)

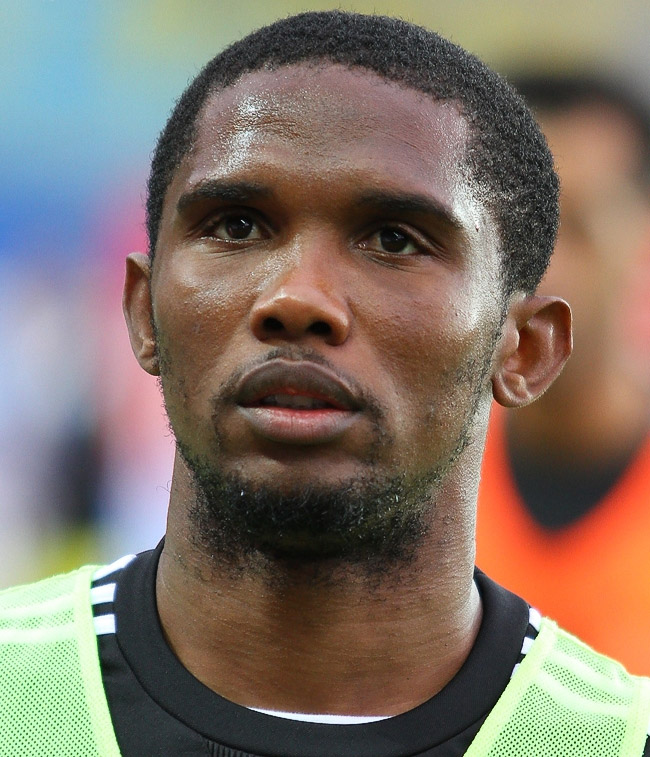
Samuel Eto’o (* 1981)

- Etouké, Francis (* 1975), deutscher Fußballspieler und Fußballtrainer
- Etoundi, Franck (* 1990), kamerunischer Fußballspieler

### Etp
- Etpison, Ngiratkel (1925–1997), palauischer Politiker

### Etr
- Etri, Ahmed (* 2005), deutscher Fußballspieler
- Etrich, Ignaz (1921–1989), deutscher Politiker (SED), stellvertretender Minister für Bauwesen
- Etrich, Igo (1879–1967), österreichischer Pilot und FlugzeugkonstrukteurIgo Etrich (1879–1967)

Igo Etrich (1879–1967)

- Etrillard, Jean Marie (1900–1976), französischer römisch-katholischer Ordensgeistlicher und Bischof von Gagnoa
- Etrillard, Stéphane (* 1966), französischer Autor
- Etropolski, Christo (* 1959), bulgarischer Säbelfechter
- Etropolski, Wassil (* 1959), bulgarischer Säbelfechter

### Ets
- Etscheit, Alfred (1879–1944), deutscher Rechtsanwalt, Notar und NS-Gegner
- Etschenberg, Helmut (* 1947), deutscher Politiker (CDU) und amtierender Städteregionsrat der Städteregion Aachen
- Etschenberg, Karla (* 1941), deutsche Pädagogin und Hochschullehrerin mit Schwerpunkt auf Humanbiologie, Gesundheits- und Sexualerziehung
- Etschewa, Galija (* 1988), bulgarische Fußballschiedsrichterin
- Etschmann, Wolfgang (* 1953), österreichischer Historiker
- Etsebeth, Lizette (* 1963), südafrikanische Leichtathletin
- Etsou-Nzabi-Bamungwabi, Frédéric (1930–2007), kongolesischer Geistlicher, Erzbischof von Kinshasa, Kardinal der römisch-katholischen Kirche
- Etspüler, Andrea, deutsche Unterhaltungsredakteurin

### Ett
- Ett, Caspar (1788–1847), deutscher Organist und Komponist
- Ettala, Eero (* 1984), finnischer Snowboarder
- Etté, Bernard (1898–1973), deutscher Kapellmeister und ViolinistBernard Etté (1898–1973)

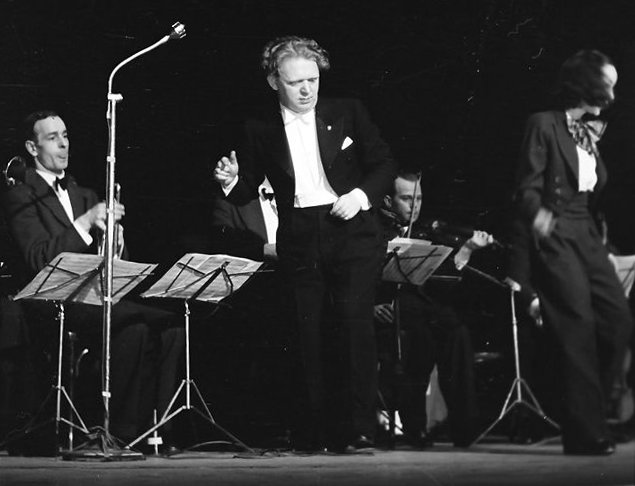
Bernard Etté (1898–1973)

- Ette, Ottmar (* 1956), deutscher Romanist und Komparatist (Professor für Romanische Literaturwissenschaft und Allgemeine und Vergleichende Literaturwissenschaft) an der Universität Potsdam
- Ette, Wolfram (* 1966), deutscher Literaturwissenschaftler und Publizist
- Ettedgui, Joseph (1936–2010), britischer Modedesigner, Einzelhändler
- Ettehadieh, Faramarz (* 1948), österreichischer Unternehmer
- Ettekoven, Harriet van (* 1961), niederländische Ruderin
- Ettel, Bernd (* 1949), deutscher Architekt
- Ettel, Erwin (1895–1971), deutscher Diplomat im Nationalsozialismus und Zeit-Redakteur
- Ettel, Friedrich (1890–1941), Schweizer Schauspieler
- Ettel, Leilani (* 2001), deutsche Snowboarderin
- Ettel, Peter (* 1960), deutscher Prähistoriker
- Etteldorf, Raymond Philip (1911–1986), US-amerikanischer Geistlicher, Kurienerzbischof der römisch-katholischen Kirche
- Ettelt, Manuel (* 1979), deutscher Schauspieler
- Ettelt, Rudibert (1931–2005), deutscher Heimatforscher
- Ettema, Thijs J. G. (* 1977), niederländischer Mikrobiologe
- Ettenauer, Isabel (* 1972), österreichische Pianistin und Toy-Piano-Virtuosin
- Ettenauer, Maria Euphrosina († 1686), Äbtissin des Klosters Frauenchiemsee (1682–1686)
- Ettenburg, Alexander (1858–1919), deutscher Theaterkünstler
- Ettengruber, Fritz (1940–1991), deutscher Kommunalpolitiker (CSU)
- Ettengruber, Herbert (* 1941), deutscher Politiker (CSU), MdL
- Ettenhofer, Johann Georg (1668–1741), deutscher Baumeister
- Ettenreich, Josef (1800–1875), österreichischer Händler, beteiligt an der Vereitelung eines Attentats auf Kaiser Franz Joseph I.Josef Ettenreich (1800–1875)

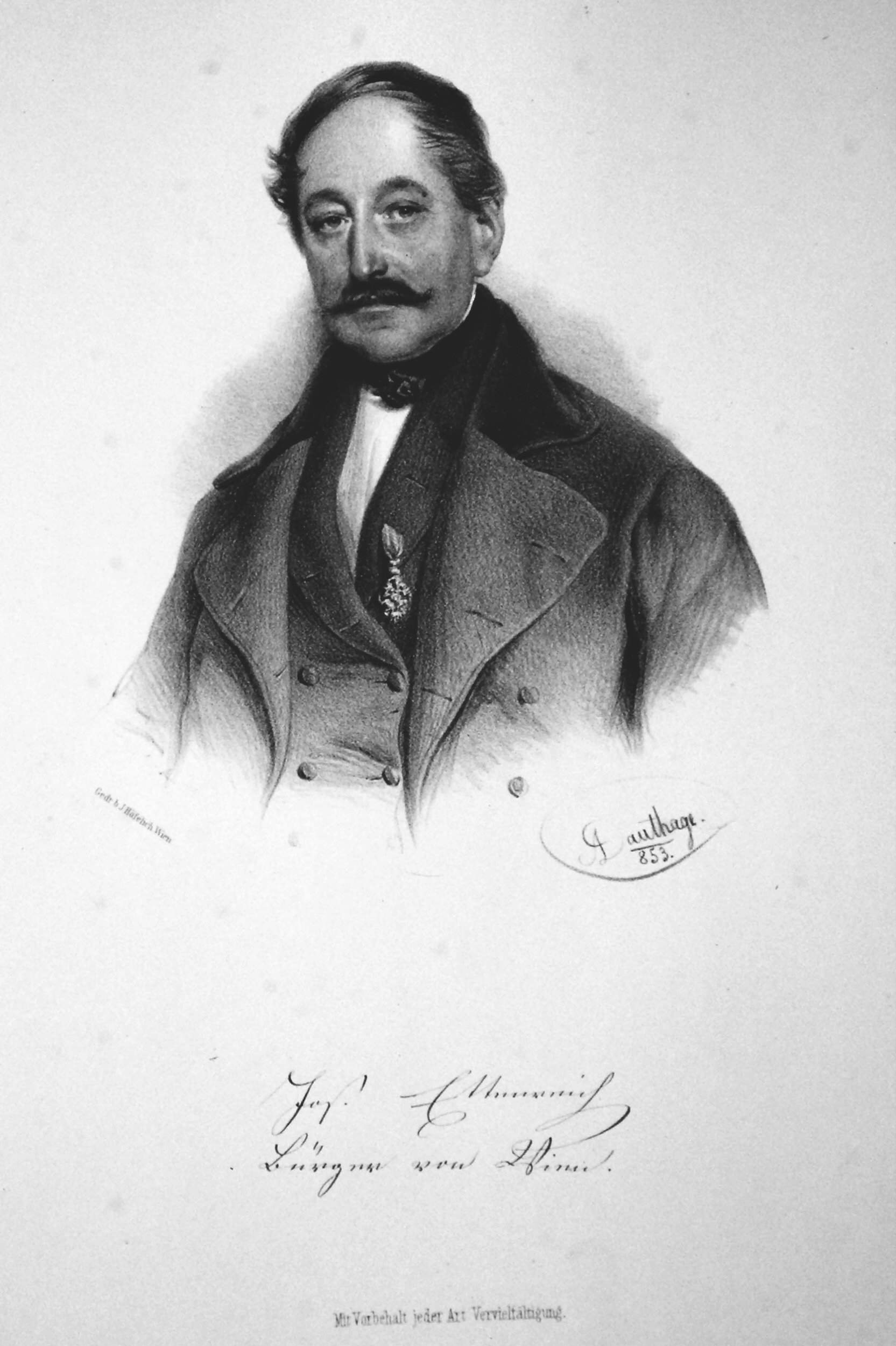
Josef Ettenreich (1800–1875)

- Ettenreich, Robert (1890–1951), österreichischer Radiopionier
- Etter, Daniel (1876–1955), österreichischer Geistlicher und Politiker (CSP), Landtagsabgeordneter, Mitglied des Bundesrates
- Etter, Daniel (* 1980), deutscher Fotojournalist und Autor
- Etter, Fernand (1941–1997), französischer Radrennfahrer
- Etter, Hermann (1870–1934), deutscher Arzt, Abgeordneter des württembergischen Landtags
- Etter, Karl (1774–1831), russlanddeutscher Mineraloge
- Etter, Kassian (1929–2009), Schweizer Benediktinermönch
- Etter, Lior (* 1990), Schweizer Fußballspieler
- Etter, Paul (1939–1985), Schweizer Bergführer und Bergsteiger
- Etter, Philipp (1891–1977), Schweizer PolitikerPhilipp Etter (1891–1977)

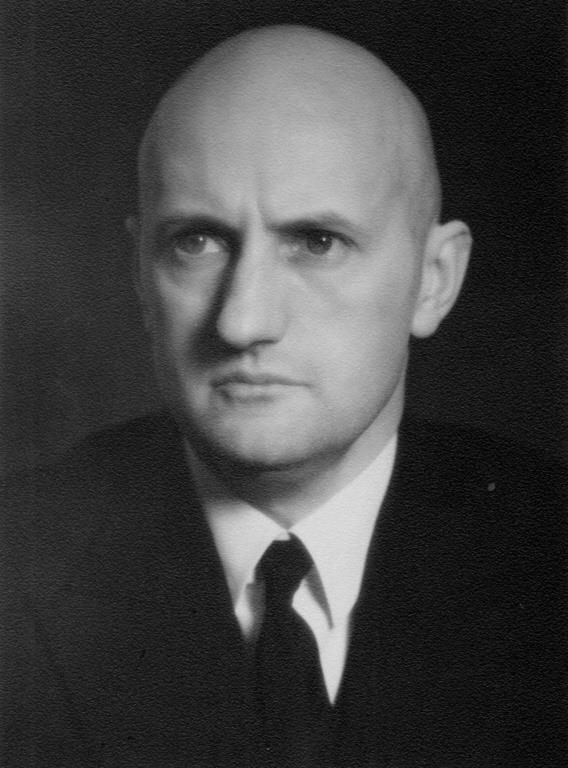
Philipp Etter (1891–1977)

- Etter, Ralph (* 1978), Schweizer Autor und Filmemacher
- Etter, Rudolf (1914–1982), Schweizer Politiker (SVP)
- Etter, Tobias (* 1980), Schweizer Segler
- Etter, Werner (1913–1945), deutscher Orthopädie-Mechaniker und Widerstandskämpfer gegen den Nationalsozialismus sowie ein Opfer der NS-Kriegsjustiz
- Etter, William H., US-amerikanischer Offizier, Generalleutnant der US Air Force
- Etterich, Arthur (1894–1960), deutscher Politiker (NSDAP), MdR und SA-Führer
- Etterich, Hans-Günter (* 1951), deutscher Fußballspieler
- Etterlin, Paul (* 1959), Schweizer Musiker aus dem Kanton Luzern
- Etterlin, Petermann, Schweizer Chronist
- Etti, Eda-Ines (* 1981), estnische Sängerin
- Etti, Florian (* 1959), deutscher Künstler, Bühnen- und Kostümbildner für Theater, Oper und Ballett
- Etti, Karl (1825–1890), deutscher Apotheker
- Etti, Karl (1912–1996), österreichischer Chorleiter, Dirigent und Komponist
- Ettien, Amoikon, ivorischer Politiker
- Ettien, Félix (* 1979), ivorischer Fußballspieler
- Ettig, Johann Franz (1830–1905), deutscher Seimaroberlehrer, Autor und Schriftsteller
- Ettighoffer, Paul Coelestin (1896–1975), deutscher Schriftsteller
- Etting, Ruth (1896–1978), US-amerikanische Schauspielerin
- Ettinger, Amber Lee (* 1982), US-amerikanische Schauspielerin, Model
- Ettinger, Bracha (* 1948), israelische Künstlerin, Malerin, Fotografin, Theoretikerin und PsychoanalytikerinBracha Ettinger (* 1948)

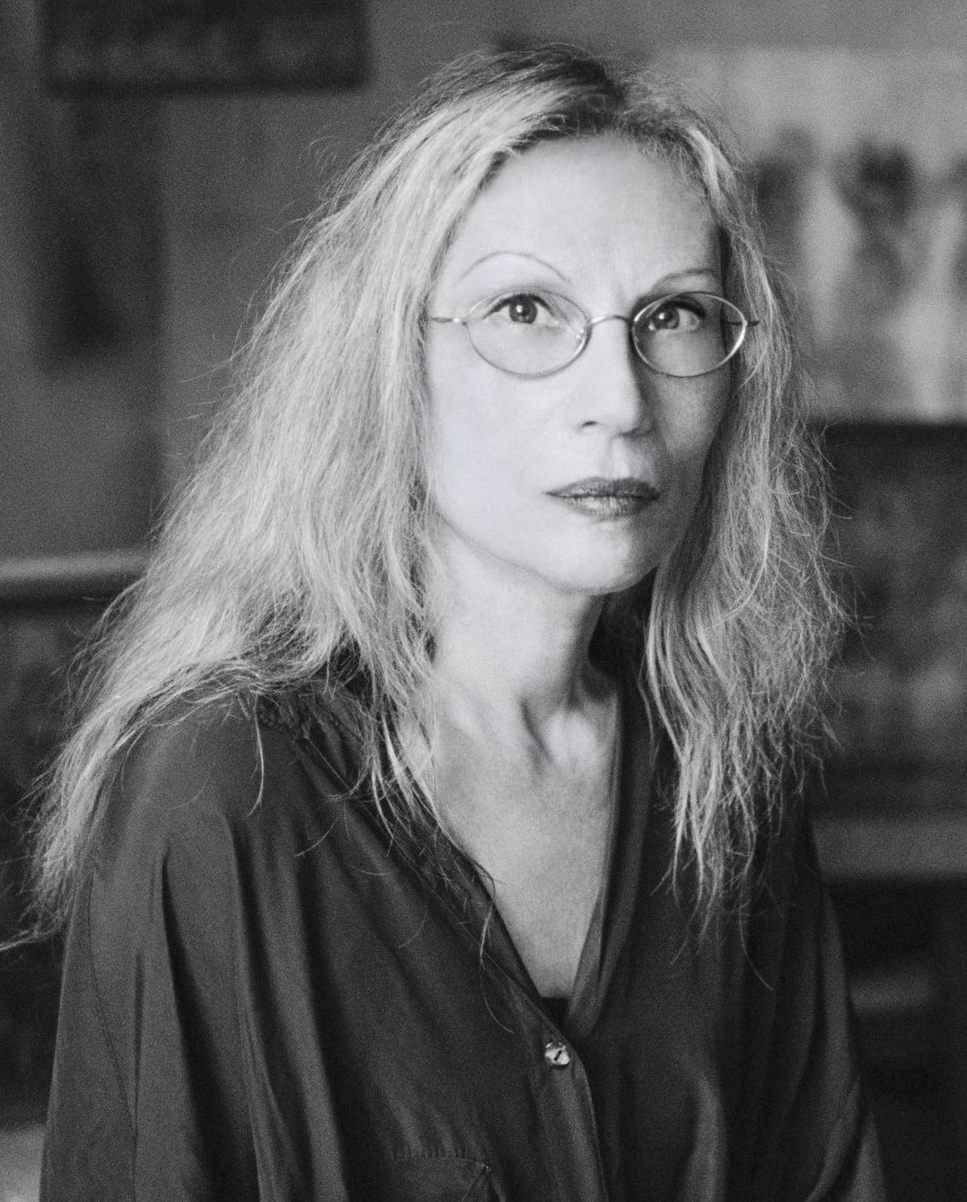
Bracha Ettinger (* 1948)

- Ettinger, Carl Wilhelm (1741–1804), deutscher Buchhändler und Verleger
- Ettinger, Cynthia, US-amerikanische Schauspielerin
- Ettinger, Dan (* 1971), israelischer Dirigent
- Ettinger, Elzbieta (1925–2005), polnisch-amerikanische Hochschullehrerin und Autorin
- Ettinger, Max (1874–1951), österreichisch-deutsch-schweizerischer Komponist und Dirigent
- Ettinger, Pawel Dawydowitsch (1866–1948), russischer Kunstkritiker und -sammler
- Ettinger, Philip (* 1985), US-amerikanischer Film- und TheaterschauspielerPhilip Ettinger (* 1985)

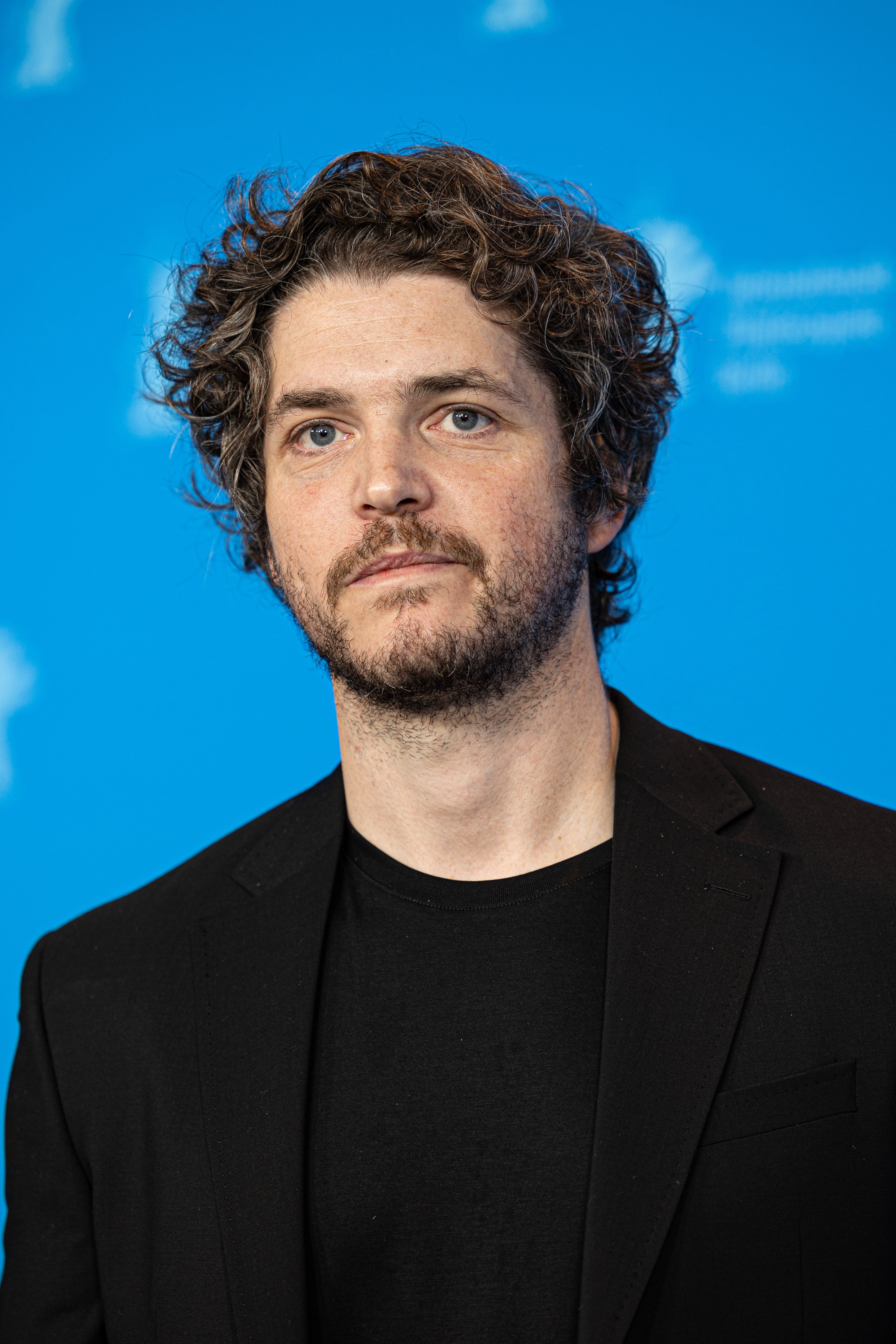
Philip Ettinger (* 1985)

- Ettinger, Robert (1918–2011), US-amerikanischer Wissenschaftler
- Ettinger, Salomon (1803–1856), jiddischer Schriftsteller
- Ettinger, Trevor (1980–2003), kanadischer Eishockeyspieler
- Ettinger-Brinckmann, Barbara (* 1950), deutsche Architektin, Präsidentin der Bundesarchitektenkammer
- Ettinghausen, Elizabeth Sgalitzer (1918–2016), österreichisch-US-amerikanische Kunsthistorikerin
- Ettinghausen, Richard (1906–1979), deutsch-US-amerikanischer Kunsthistoriker und Hochschullehrer
- Ettingshausen, Albert von (1850–1932), österreichischer Physiker
- Ettingshausen, Andreas von (1796–1878), österreichischer Mathematiker und Physiker
- Ettingshausen, Colin von (* 1971), deutscher Ruderer
- Ettingshausen, Constantin von (1760–1826), kaiserlich österreichischer nobilitierter Generalmajor
- Ettingshausen, Constantin von (1826–1897), österreichischer Paläobotaniker und Hochschullehrer
- Ettingshausen, Sigmund von (1805–1855), österreichischer Generalmajor und Brigadier
- Ettl, Elfriede (1914–2003), österreichische Malerin
- Ettl, Georg (1940–2014), deutscher bildender Künstler und Hochschullehrer
- Ettl, Gerhard (* 1973), österreichischer Mixed-Martial-Arts-Kämpfer
- Ettl, Gottfried, österreichischer Musikproduzent und Musiker
- Ettl, Hanuš (1931–1997), tschechischer Botaniker und Phykologe
- Ettl, Harald (* 1947), österreichischer Politiker (SPÖ), MdEP
- Ettl, Helga (1924–2015), deutsche Musikpädagogin, Erziehungswissenschaftlerin, Hochschullehrerin
- Ettl, Helmut (* 1965), österreichischer Wirtschaftswissenschaftler
- Ettl, Johann Benedikt (1678–1751), Baumeister und Architekt in Augsburg
- Ettl, Julia (* 1976), deutsche Juristin und Richterin am Bundesgerichtshof
- Ettl, Karl (1899–1956), österreichischer Opernsänger (Bass)
- Ettl, Michael (* 1975), österreichischer Mixed-Martial-Arts-Kämpfer
- Ettl, Peter Jeremy (* 1954), deutscher Schriftsteller
- Ettl, Renate (* 1966), deutsche Autorin
- Ettle, Franz Georg (1847–1907), deutscher Bildhauer
- Ettle, Janice (* 1958), amerikanische Mittel- und Langstreckenläuferin
- Ettlich, Wolfgang (* 1947), deutscher Regisseur, Drehbuchautor und Filmproduzent
- Ettlin, Erich (* 1962), Schweizer Politiker (CVP)
- Ettlin, Hans (* 1945), Schweizer Kunstturner
- Ettlin, Lukas (* 1975), Schweizer Kameramann
- Ettlin, Simon (1818–1871), Schweizer Politiker, Arzt, Zeichner, Architekt, Maler und Zeichenlehrer
- Ettling, Carl Jacob (1806–1856), deutscher Mineraloge
- Ettlingen, Hans Jakob von († 1507), hessischer Hofbaumeister
- Ettlinger, Anna (1841–1934), deutsche Literaturdozentin und Schriftstellerin
- Ettlinger, Elisabeth (1915–2012), schweizerische Provinzialrömische Archäologin
- Ettlinger, Emil (1872–1943), deutscher Bibliothekar
- Ettlinger, Harry (1926–2018), deutschamerikanischer Veteran des Zweiten Weltkriegs und Luftfahrtingenieur
- Ettlinger, Jakob (1798–1871), deutscher, orthodoxer Rabbiner und Wegbereiter der Neuorthodoxie
- Ettlinger, Josef (1869–1912), deutscher Journalist und Literaturhistoriker
- Ettlinger, Karl (1882–1939), deutscher Schriftsteller
- Ettlinger, Leopold (1844–1912), deutscher Kaufmann und Unternehmer
- Ettlinger, Leopold (1913–1989), deutsch-britischer Kunsthistoriker
- Ettlinger, Leopold (1914–2008), Schweizer Mikrobiologe
- Ettlinger, Max (1877–1929), deutscher Philosoph, Psychologe und Pädagoge
- Ettlinger, Shlomo (1889–1964), deutscher Rechtsanwalt und Notar
- Ettlinger, Stefan (* 1958), deutscher Künstler
- Ettlinger, Veit (1796–1877), deutscher Jurist und Kommunalpolitiker
- Ettmayer, Johann (1946–2023), österreichischer Fußballspieler
- Ettmayer, Karl von (1874–1938), österreichischer Romanist
- Ettmayer, Wendelin (* 1943), österreichischer Autor und Politiker (ÖVP), Abgeordneter zum Nationalrat
- Ettmüller, Ludwig (1802–1877), deutscher Germanist
- Ettmüller, Michael (1644–1683), deutscher Arzt
- Ettmüller, Michael Ernst (1673–1732), deutscher Mediziner
- Ettner, Johann Christoph (1654–1724), deutscher Mediziner und Romanautor
- Ettori, Jean-Luc (* 1955), französischer Fußballspieler
- Ettrich, Frank (* 1958), deutscher Soziologe
- Ettrich, Hans (1932–2014), deutscher Kommunalpolitiker (SPD)
- Ettrich, Matthias (* 1972), deutscher Informatiker, Initiator des KDE-ProjektsMatthias Ettrich (* 1972)

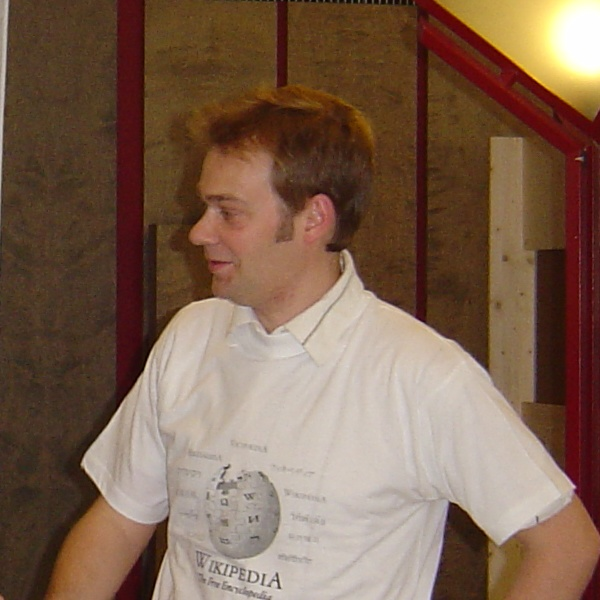
Matthias Ettrich (* 1972)

- Ettrichrätz, Dirk (* 1967), deutscher Fußballspieler
- Ettwein, Frank (* 1977), deutscher Handballspieler
- Etty, William (1787–1849), englischer Maler der Romantik, Aktmaler

### Etu
- Etuale, Kolio (* 1973), samoanischer römisch-katholischer Geistlicher, Bischof von Samoa-Pago Pago
- Etuhu, Dickson (* 1982), nigerianischer Fußballspieler
- Etuhu, Kelvin (* 1988), nigerianischer Fußballspieler
- Etura, Marta (* 1978), spanische Schauspielerin
- Etusch, Wladimir Abramowitsch (1922–2019), russischer Schauspieler
- Etuvius Capreolus, Quintus, römischer Offizier (Kaiserzeit)

### Etx
- Etxabeguren, Julen (* 1991), spanischer Fußballspieler
- Etxaburu, Aitor (* 1966), spanischer Handballspieler und -trainer
- Etxaide Lizasoain, Ignazio Maria (1884–1962), spanischer Ingenieur, Schriftsteller und Philologe der baskischen Sprache
- Etxeandia, Asier (* 1975), spanischer SchauspielerAsier Etxeandia (* 1975)

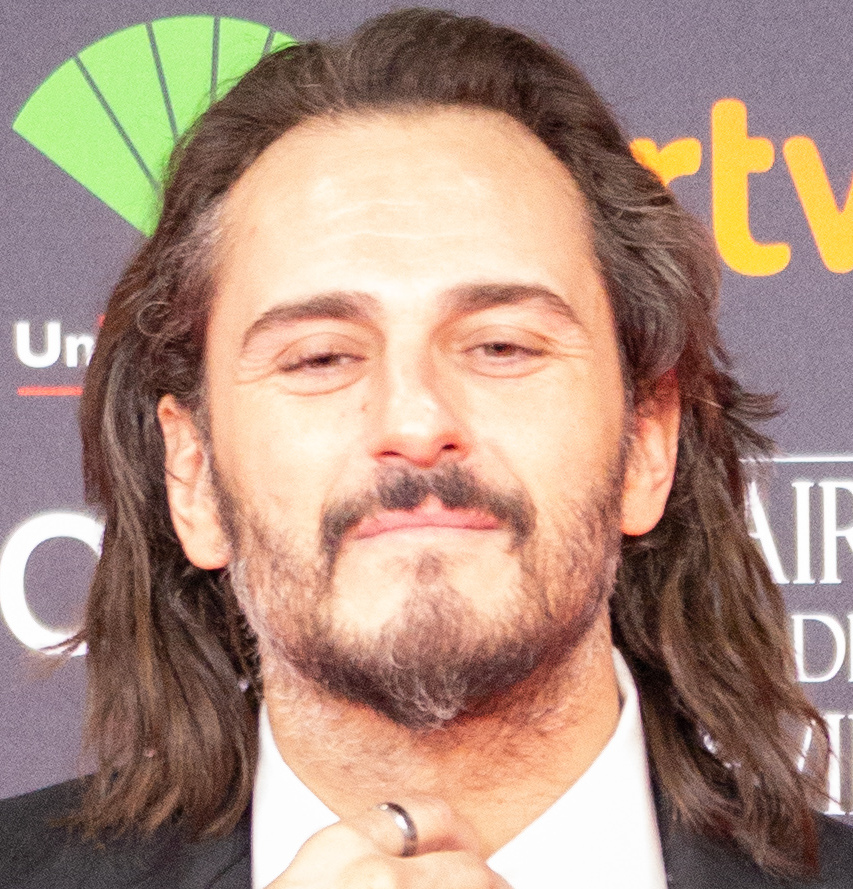
Asier Etxeandia (* 1975)

- Etxebarria, David (* 1973), spanischer Radrennfahrer
- Etxebarria, Lucía (* 1966), spanische Autorin
- Etxebarria, Unai (* 1972), venezolanischer Radrennfahrer
- Etxeberria Martínez, Maitane (* 1997), spanische Handballspielerin
- Etxeberria, Joseba (* 1977), spanischer FußballspielerJoseba Etxeberria (* 1977)

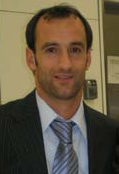
Joseba Etxeberria (* 1977)

- Etxeberria, Markel (* 1995), spanischer Fußballspieler
- Etxeberria, Paco (* 1957), spanischer Anthropologe
- Etxeita, Xabier (* 1987), spanischer Fußballspieler
- Etxezarreta, Adur (* 1996), spanischer Skifahrer

### Etz
- Etz, August (1861–1936), österreichischer Politiker
- Etz, Eike (* 1982), deutscher Eishockeyspieler
- Etz, Elisabeth (* 1979), österreichische Kinder- und Jugendbuchautorin
- Etz, Hans (1913–1984), deutsch-brasilianischer Maler, Zeichner, Grafiker und Fotograf
- Etz, Jörg (* 1953), deutscher Eishockeyspieler
- Etz, Mark (* 1980), deutscher Eishockeyspieler
- Etz, Miriam (1914–2010), deutsch-brasilianische Künstlerin
- Etz, Otto (1895–1957), deutscher Politiker (SPD), MdL
- Etz, Peter Paul (1913–1995), deutscher Maler, Glaskünstler, Illustrator, Professor
- Etzdorf, Christian (1801–1851), deutscher Landschaftsmaler
- Etzdorf, Hasso von (1900–1989), deutscher Generalkonsul
- Etzdorf, Marga von (1907–1933), deutsche FliegerinMarga von Etzdorf (1907–1933)

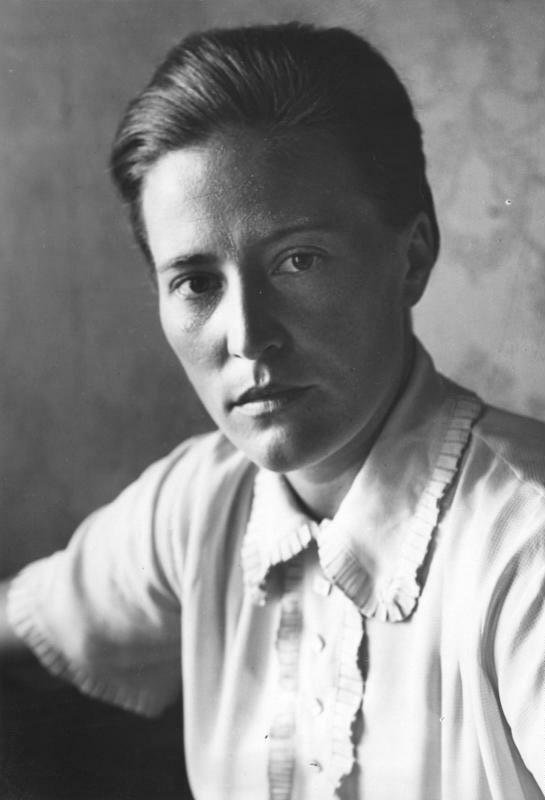
Marga von Etzdorf (1907–1933)

- Etzdorf, Rüdiger von (1852–1935), preußischer Verwaltungsjurist und Landrat
- Etzdorf, Ulrich von (1847–1931), preußischer General der Infanterie
- Etzdorf, Walther von (1892–1969), deutscher Offizier und Schriftsteller
- Etzdorff, August Friedrich von (1739–1792), preußischer Generalmajor
- Etzdorff, Friedrich August von († 1748), Schlosshauptmann in Merseburg und Rittergutsbesitzer
- Etzdorff, Georg Ludwig von (1831–1906), königlich preußischer Generalleutnant und zuletzt Kommandeur der 17. Infanteriebrigade
- Etzebeth, Eben (* 1991), südafrikanischer Rugby-Union-Spieler
- Etzel I. († 1446), Graf von Ortenburg, Graf von Alt-Ortenburg
- Etzel, August von (1784–1850), preußischer Generalmajor, Geodät, erster Königlich Preußischer Telegraphendirektor, Pionier der Telegrafie in Deutschland
- Etzel, August von (1808–1888), preußischer General der Infanterie und Politiker, MdR
- Etzel, Edward (* 1952), US-amerikanischer Sportschütze
- Etzel, Franz (1902–1970), deutscher Politiker (DNVP, CDU), MdB
- Etzel, Gerhard (* 1936), deutscher Jurist, Richter am Bundesarbeitsgericht (1979–2001)
- Etzel, Gisela (1880–1918), deutsche Schriftstellerin und Übersetzerin
- Etzel, Gottlieb Christian Eberhard von (1784–1840), Stadtplaner und Oberbaurat
- Etzel, Günther von (1862–1948), deutscher General der Kavallerie
- Etzel, Gustav (1877–1938), preußischer Offizier und Landrat im Kreis Helgoland
- Etzel, Hermann (1882–1978), deutscher Politiker (BP), MdL
- Etzel, Johann (1870–1937), deutscher Generalmajor der Reichswehr
- Etzel, Karl (1812–1865), deutscher Eisenbahn-Bauingenieur und ArchitektKarl Etzel (1812–1865)

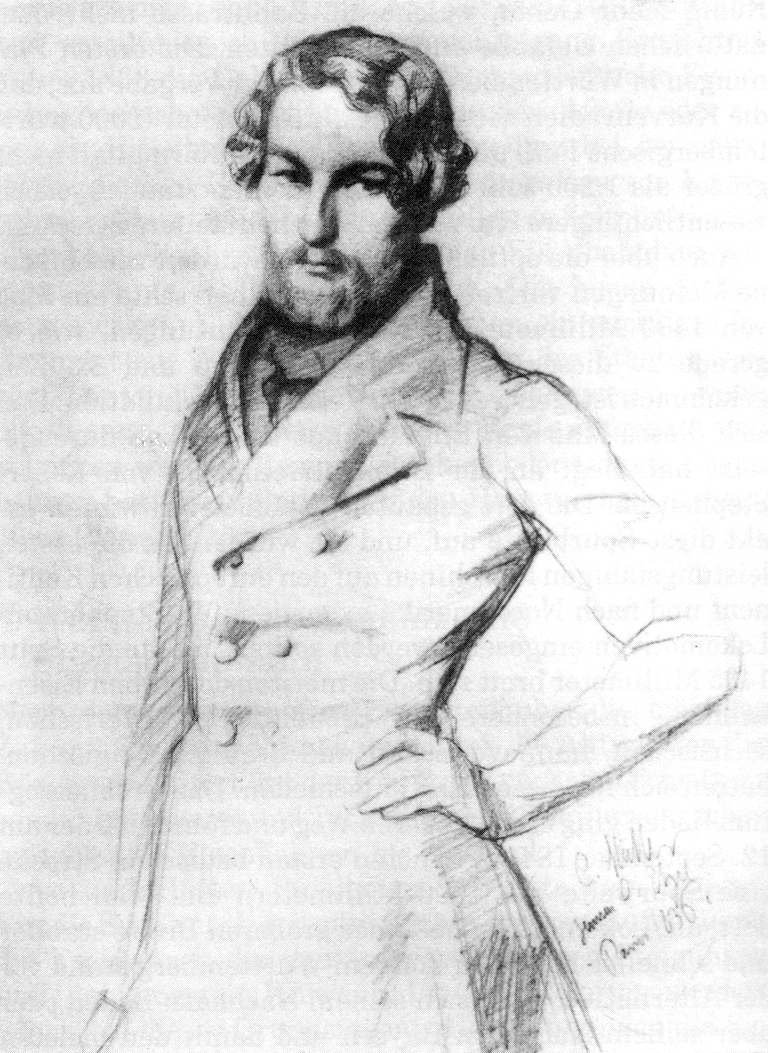
Karl Etzel (1812–1865)

- Etzel, Oskar von (1862–1934), deutscher Generalleutnant und Heimatforscher
- Etzel, Otto von (1860–1934), preußischer Generalleutnant sowie Militärattaché
- Etzel, Roy (1925–2015), deutscher Trompeter und Bandleader
- Etzel, Stefan (* 1965), deutscher Betriebs- und Organisationspsychologe
- Etzel, Theodor (1873–1930), deutscher Schriftsteller
- Etzel, Vollrad (1944–2012), deutscher Tierarzt und Ichthyologe
- Etzel, Wilhelm (1871–1922), württembergischer Oberamtmann
- Etzelmüller, Gregor (* 1971), deutscher evangelischer Theologe
- Etzelstorfer, Nicola (* 1986), österreichische Schauspielerin
- Etzemüller, Thomas (* 1966), deutscher Neuzeithistoriker
- Etzenbach, Peter (1889–1976), deutscher Politiker (CDU), MdB
- Etzensperger, Lindy (* 1998), Schweizer Skirennläuferin
- Etzensperger, Nathalie (* 1968), Schweizer Skibergsteigerin, Marathon- und Bergläuferin
- Etzer, Peter (* 1944), österreichischer Maler
- Etzioni, Amitai (1929–2023), US-amerikanischer Soziologe
- Etzlaub, Erhard, deutscher Kartograph, Kompassbauer, Astronom und Arzt
- Etzler, John Adolphus (* 1791), deutsch-amerikanischer technischer Utopist
- Etzlstorfer, Christoph (* 1963), österreichischer Rollstuhl-Leichtathlet
- Etzlstorfer, Hannes (* 1959), österreichischer Kunst- und Kulturhistoriker
- Etzold, Alfred (1929–2020), deutscher Publizist
- Etzold, Gottfried (* 1936), deutscher Autor
- Etzold, Hannah (* 2005), deutsche Fußballspielerin
- Etzold, Hans-Rüdiger (* 1940), deutscher Fachjournalist und Fachbuchautor
- Etzold, Thomas (* 1956), deutscher Kameramann
- Etzold, Veit (* 1973), deutscher SchriftstellerVeit Etzold (* 1973)

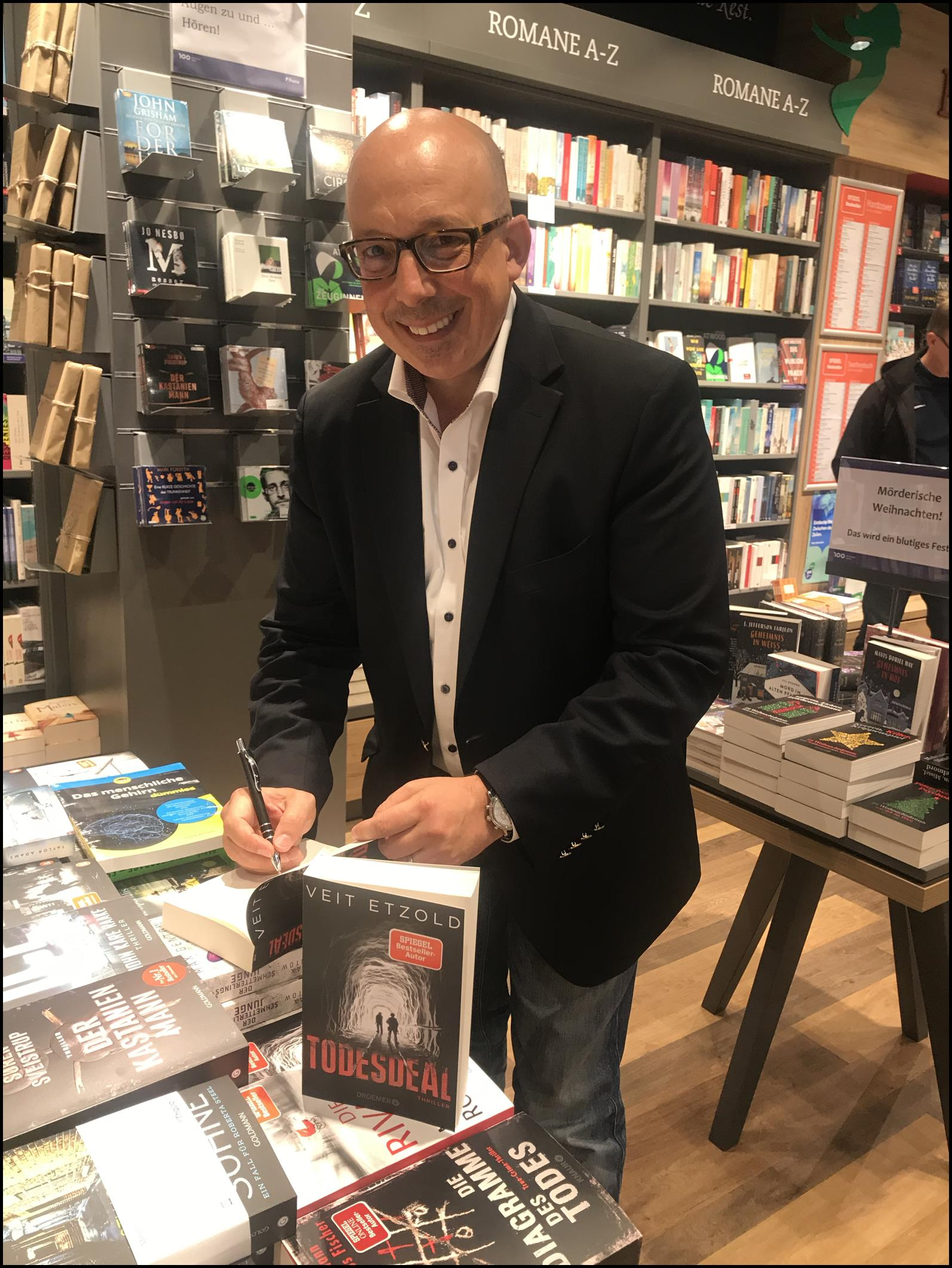
Veit Etzold (* 1973)